# Філадельфія (Парагвай)
Філадельфія (ісп. Filadelfia) — місто в західній частині Парагваю, адміністративний центр департаменту Бокерон.

## Історія
Російські меноніти, що тікали з СРСР, заснували місто в 1930 році. Філадельфія перебувала поблизу фронту Чакської війни, однак практично не постраждала від військових дій.

## Географія
Розташована в регіоні Гран-Чако, приблизно за 450 км від Асунсьйона.

### Клімат
Місто знаходиться у зоні, котра характеризується кліматом тропічних саван. Найтепліший місяць — січень із середньою температурою 29.1 °C (84.4 °F). Найхолодніший місяць — червень, із середньою температурою 19.5 °С (67.1 °F).
| Клімат Філадельфії      | Клімат Філадельфії | Клімат Філадельфії | Клімат Філадельфії | Клімат Філадельфії | Клімат Філадельфії | Клімат Філадельфії | Клімат Філадельфії | Клімат Філадельфії | Клімат Філадельфії | Клімат Філадельфії | Клімат Філадельфії | Клімат Філадельфії | Клімат Філадельфії |
| Показник                | Січ.               | Лют.               | Бер.               | Квіт.              | Трав.              | Черв.              | Лип.               | Серп.              | Вер.               | Жовт.              | Лист.              | Груд.              | Рік                |
| Середня температура, °C | 29,1               | 28,4               | 27,1               | 24,2               | 21,5               | 19,5               | 19,5               | 21,3               | 23,9               | 26,3               | 27,5               | 28,4               | 24,7               |
| Норма опадів, мм        | 101.6              | 89.3               | 73.7               | 78.1               | 39.3               | 27.2               | 18.6               | 5.9                | 26.5               | 76.4               | 77.6               | 94.9               | 709.1              |
| Днів з опадами          | 8,7                | 7,1                | 8                  | 7,8                | 5,9                | 4,2                | 3,1                | 3                  | 3,5                | 5,4                | 7,4                | 7,9                | 72                 |
| Вологість повітря, %    | 64.2               | 66.4               | 68.6               | 71.5               | 72                 | 71.1               | 64.3               | 58.4               | 54.7               | 55.9               | 59.8               | 62.9               | 64.2               |
| ----------------------- | ------------------ | ------------------ | ------------------ | ------------------ | ------------------ | ------------------ | ------------------ | ------------------ | ------------------ | ------------------ | ------------------ | ------------------ | ------------------ |
| Джерело: Weatherbase    |                    |                    |                    |                    |                    |                    |                    |                    |                    |                    |                    |                    |                    |

## Населення
Населення міста на 2010 рік становить 10 703 особи.

## Економіка
Економіка Філадельфії заснована на переробці с/г продукції, головним чином м'ясної та молочної галузей.